# Каварил (Белуно)
Каварил (итал. Cavaril) је насеље у Италији у округу Белуно, региону Венето.
Према процени из 2011. у насељу је живело 19 становника. Насеље се налази на надморској висини од 645 м.